# Вецца-д’Ольо
Вецца-д’Ольо (итал. Vezza d'Oglio, ломб. Èza) — коммуна в Италии, в провинции Брешиа области Ломбардия.
Население составляет 1432 человека (2008 г.), плотность населения составляет 26 чел./км². Занимает площадь 53 км². Почтовый индекс — 25059. Телефонный код — 0364.
Покровителем коммуны почитается святитель Мартин Турский, празднование 11 ноября.

## Демография
Динамика населения:

## Администрация коммуны
- Официальный сайт: http://www.comune.vezza-d-oglio.bs.it/